# Walter-A.-Berendsohn-Forschungsstelle für deutsche Exilliteratur
Die Walter-A.-Berendsohn-Forschungsstelle für deutsche Exilliteratur ist eine Forschungsstelle für deutsche Exilliteratur. Sie ist die einzige Forschungseinrichtung dieser Art an einer deutschen Universität. Sie wird seit 2011 von Doerte Bischoff geleitet.
Die Forschungsstelle wurde 1970/71 ursprünglich als Hamburger Arbeitsstelle für Exilliteratur am Literaturwissenschaftlichen Seminar der Universität Hamburg durch Hans Wolffheim gegründet, die Umbenennung erfolgte 2001 zu Ehren des Begründers der deutschen Exilliteraturforschung Walter A. Berendsohn.
Die Forschungsstelle beinhaltet das P. Walter Jacob-Archiv. Jacob vermachte 1977 sein Privatarchiv der Arbeitsstelle. Sein Nachlass umfasst eine Bibliothek von etwa 4000 Bänden und andere Dokumente. Sammlungsschwerpunkt bildet ein über 100.000 Einzelbelege umfassendes Ausschnittarchiv aus deutschen, europäischen und südamerikanischen Zeitungen.
Die Forschungsstelle gibt die Zeitschriften ExilOgraph und die  Schriftenreihe des P. Walter Jacob-Archivs heraus.